# 松井孝爾
松井 孝爾（まつい たかじ、1925年 - 2014年）は、日本の生物学者。京都府出身。
京都工芸繊維大学卒業。京都市動物園勤務などを経て日本両棲爬虫類研究所研究部長を務めた｡両生類及び爬虫類に関する著書があり自ら挿絵も手がけた他、学研の図鑑の監修も務めた。

## 著書
- カエルの世界 1976. 平凡社カラー新書
- ヘビの世界 1977.9. 平凡社カラー新書
- 水べの生物 菅野徹共著 小学館の学習百科図鑑 1980.7.
- あまがえるのてんきよほう 新日本出版社, 1982.5. 新日本動物植物えほん
- エリマキトカゲ オーストラリアのおもしろトカゲ大集合 1984.8. 小学館のこどもカラー文庫
- 日本の両生類・爬虫類 小学館, 1985.6. 自然観察シリーズ
- ヘビの王国をつくる 実業之日本社, 1985.7. ノンフィクション読物
- ヘビ ひもになった動物 誠文堂新光社, 1987.11. 生き生き動物の国
- 図説・なぜヘビには足がないか 恐竜からツチノコまで 講談社, 1990.9. ブルーバックス
- さばくのカエル 新日本出版社, 1993.2. 新日本動物植物えほん
- カエルの不思議発見 「四六のガマ」の科学 講談社, 1999.6. ブルーバックス

## 挿絵
- 長鼻くんといううなぎの話 イオシーホフ 福井研介訳 講談社, 1973.　のち青い鳥文庫
- とかげのしっぽ 椋鳩十 新日本出版社 1981.9. 新日本動物植物えほん